# L̂
La L con acento circunflejo (Mayúscula: L̂ minúscula: l̂), es un grafema utilizado en la romanización ISO 9 del alfabeto cirílico. Es la letra L diacrítica con acento circunflejo.

## Uso
El estándar de transliteración del alfabeto cirílico, ‹ L̂, l̂ › para representar la letra Lje ‹ Љ, љ › del serbio y macedonio, que corresponde a 'lj' en el alfabeto latino serbio.

## Codificación
La L con acento circunflejo se puede representar con los siguientes caracteres en Unicode
| forma     | representación | Código        | descripciones                                   |
| --------- | -------------- | ------------- | ----------------------------------------------- |
| Mayúscula | L̂              | U+004C U+0302 | letra mayúscula latina l con acento circunflejo |
| minúscula | l̂              | U+006C U+0302 | letra minúscula latina l con acento circunflejo |